# Siguenza (pera)
de Siguenza, es el nombre de una variedad cultivar de pera europea Pyrus communis. Esta pera está cultivada en la colección de la Estación Experimental Aula Dei (Zaragoza). Esta pera también está cultivada en diversos viveros entre ellos algunos dedicados a conservación de árboles frutales en peligro de desaparición. Esta pera variedad muy antigua es originaria de España, en Villamediana (comunidad autónoma de La Rioja), y tuvo su mejor época de cultivo comercial antes de la década de 1960, y actualmente en menor medida aún se encuentra.

## Sinonimia
- "de Siguenza 1590".

## Historia
En España 'de Siguenza' está considerada incluida en las variedades locales autóctonas muy antiguas, cuyo cultivo se centraba en comarcas muy definidas. Se caracterizaban por su buena adaptación a sus ecosistemas y podrían tener interés genético en virtud de su adaptación. Se encontraban diseminadas por todas las regiones fruteras españolas, aunque eran especialmente frecuentes en la España húmeda. Estas se podían clasificar en dos subgrupos: de mesa y de cocina (aunque algunas tenían aptitud mixta).
'de Siguenza' es una variedad clasificada como de mesa, se utiliza también en la cocina, difundido su cultivo en el pasado por los viveros comerciales y cuyo cultivo en la actualidad se ha reducido a huertos familiares y jardines privados.

## Características
El peral de la variedad 'de Siguenza' tiene un vigor medio; florece a finales de abril; tubo del cáliz superficial, con conducto de entrada estrecha, muy ensanchado hacia el corazón, pistilos muy tomentosos, no sobrepasan la entrada del tubo, sin restos de estambres.
La variedad de pera 'de Siguenza' tiene un fruto de tamaño pequeño; forma redondeada aplastada, sin cuello, asimétrica, y con el contorno irregular; piel gruesa, ruda, seca, apergaminada, algo granulosa; color de fondo verde ceniciento, pasando a amarillo limón, sin chapa, exhibe un punteado ruginoso-"russeting", a veces zona ruginosa alrededor de la base del pedúnculo, "russeting" (pardeamiento áspero superficial que presentan algunas variedades) medio; pedúnculo medio o largo, fino, leñoso, ligeramente engrosado en su extremo, curvo, implantado derecho, cavidad peduncular de anchura media, poca profundidad, con el borde ondulado o mamelonado; cavidad calicina amplia, casi superficial o nula, levemente acostillada; ojo pequeño, caduco, persistiendo en algunos casos una cicatriz en el lugar de los sépalos.
Carne de color amarillento; textura algo granulosa, jugosa; sabor amoscatelado pero soso; corazón grande, mal delimitado. Eje estrecho, relleno. Celdillas muy amplias. Semillas de tamaño grande, alargadas, deprimidas en la cara interior, espolón de forma variable, generalmente muy acusado, de color castaño rojizo oscuro.
La pera 'de Siguenza' tiene una maduración durante la primera quincena de julio (en E. E. Aula Dei de Zaragoza). Aguanta en buenas condiciones un mes de almacenamiento en un ambiente refrigerado. Se usa como pera de mesa fresca, y en cocina.